# Séries 300 - Shinkansen
Os comboios Shinkansen da série 300 dedicados para as linhas de alta velocidade no Japão, foram introduzidos em 1992 nas linhas Tōkaidō Shinkansen e Sanyo Shinkansen para uso nos serviços Nozomi mais rápidos, sendo capazes de atingir os 270 km/h. À medida que mais unidades eram entregues (66 comboios por 1998), foram substituindo unidades mais antigas no serviço Hikari, permitindo que as então substituídas séries 100 retirassem as unidades da séries 0 em quase todos os serviços.
O estilo destas unidades é a de 'cunha arredondada' na frente, substituíndo os cones do nariz do estilo 'avião' dos comboios Shinkansen anteriores. O ponto mais avançado é o do maquinista. As unidades desta série estão pintadas de branco-brilhante com uma estreita faixa azul sob as janelas.
Os série 300 encontram-se apenas em conjuntos de 16 carruagens sem vagões restaurante, apesar de originalmente possuírem 2 locais para refeições (mais tarde removidos).
Tecnicamente são recordados por serem os primeiros Shinkansen a empregar motores de tracção trifásicos de corrente alterna (AC) em vez de usarem unidades de corrente directa (DC).